# キャッツクロー
キャッツクロー（英: Cat's Claw、学名Uncaria tomentosa）はアカネ科カギカズラ属の植物。
南米ペルーの標高400～800mのアマゾン奥地に自生する蔓性植物。葉の付け眼に特徴的な太い猫の爪（キャッツクロー）のようなトゲが生えたつるの灌木である。日本には近縁種のカギカズラ (U. rhynchophylla) があり、同様にとげの部分を生薬「釣藤鈎」として用いる。
一般にサプリメントのキャッツクローは、この植物の根や樹皮から抽出した五環系オキシインドールアルカロイド (POAs) を有効成分としたものを指していると思われる。
世界保健機関 (WHO) は、1994年5月ジュネーブ会議でキャッツクローを副作用のない抗炎症剤として公式に認定した。
キャッツクローは免疫強化作用を持つ薬用植物と思われる。
医薬品ではないため、効果を謳えば薬事法違反となる。

## 概要
中央ペルー・アマゾンの先住民族が、伝承薬としていたもの。
インカ時代から、免疫力の向上、関節炎やリウマチの治療に使われてきた薬草である。

### サプリメントとしての機能
- 免疫力の向上
- 気管支喘息、気管支炎
- 関節炎、リウマチ
- ヘルペス

### 報告されている副作用
自然自生しているキャッツクローから抽出した物質の中に、四環系オキシインドールアルカロイド (TOAs) が存在し、これは有効成分のPOAsに対して拮抗作用がある。